# Burke Channel
Der Burke Channel ist ein Küstengewässer in der kanadischen Provinz British Columbia, im Central Coast Regional District. Er ist Teil eines Fjords in der Region British Columbia Coast und trennt die Süd- und die Ostküste von King Island vom Festland. Nach Nordosten geht der Kanal in den North Bentinck Arm über, an dessen Ende mit Bella Coola die wichtigste Siedlung der Region liegt. Nach Südosten geht der Kanal in den South Bentinck Arm über.
Der Burke Channel wurde erstmals 1792 von James Johnstone, einem der George Vancouver begleitenden Offiziere während dessen Expedition von 1791–1795, kartiert. Vancouver nannte das Gewässer „Burke's Channel“ nach Edmund Burke.:32